# Аттия, Эзра
Эзра Аттия (ивр. עזרא עטייה‎, араб. عزرا عطية‎, 1881 или 1887, Алеппо — 25 мая 1970, Иерусалим) — один из величайших учителей Торы в сефардском еврейском мире XX века. Он был рош-иешивой ешивы Порат Йосеф в Иерусалиме в течение 45 лет, воспитывая тысячи студентов, которые вместе со своими учениками составляют сегодня основную часть сефардских знатоков Торы.

## Ранние годы
Аттия родился 31 января 1885 года (праздник Ту би-Шват 5645 года по еврейскому календарю) в Алеппо, Сирия, которая тогда была частью Османской империи. Его родители, Ицхак и Лия, потеряли нескольких детей младенцами, и перед его рождением они отправились на могилу пророка Ездры помолиться, чтобы, если ребёнок, которого они ждут, оказался мальчиком, они назвали его Эзрой и проследили, чтобы он посвятил свою жизнь Торе. У него был брат Элияху. Его отец, уважаемый алеппский меламед (учитель), был прямым потомком Шем Това Аттия, ученика Иосефа Каро, автора кодекса «Шулхан арух».
Когда Аттие было 16 лет, его семья иммигрировала в Старый город Иерусалима, куда иммигрировало большое количество раввинов из Алеппо. Вскоре умер его отец, оставив обедневшую вдову и двоих сирот. Пока его мать нанималась домашней работой в домах богатых людей, юный Эзра решил посвятить свою жизнь изучению Торы. Он пошёл учиться, молиться и спать на скамейке в небольшом бет-мидраше в Бухарском квартале Нового города под названием «Шошаним Ле-Давид», покрывая огромные объёмы Талмуда комментариями и поским (галахическими решениями). Поскольку в его семье было мало денег, он поддерживал себя вечерней трапезой из сухой лепёшки, приправленной солью. В старости он говорил своим ученикам: «Когда я был молод, я изучал Тору, преодолевая трудности. Если нам действительно везло, у нас с мамой была целая лепёшка, которую мы могли бы разделить. В редких случаях у нас также было яйцо, которое мы делили пополам. Но голод меня нисколько не беспокоил».
В 1907 году Эзра Харари-Рафуль, ещё один иммигрант из Алеппо, основал ешиват Охель Моед в Иерусалиме. Аттию попросили присоединиться к его сотрудникам вместе с выдающимися сефардскими раввинами Йосефом Йедидом Ха-Леви, главой сефардского бейт-дина (раввинского суда) Иерусалима, Шломо Ланиадо и Авраамом Хаимом Адесом. Он служил маггид-шиуром.
В 1909 году Аттия женился на Болисе Салем, дочери каббалиста Авраама Салема. В 1911 году у них родился первый сын, но умер в младенчестве.
В начале Первой мировой войны была проведена всеобщая мобилизация в османскую армию, и всех трудоспособных мужчин хватали с улиц. Брат Аттии Элияху умер от пневмонии в турецкой армии. Двое ведущих сефардских мудрецов Иерусалима, Хаим Шауль Двек Хакоэн и Авраам Адес, тайно переправили Аттию в Египет по поддельному российскому паспорту, для которого в то время не требовалась фотография.
Аттия поселился в Каире. Сначала он пытался заняться бизнесом, но быстро потерял большую часть своих денег. Затем он встретил Нисима Нахума, богатого беженца, знавшего его по Иерусалиму. При поддержке Нахума Аттия открыл ешиву под названием Ахава ВеАхва в цокольном этаже каирского раввината. Под его руководством ешива выросла до 100 студентов, привлекая и многих светских людей. Аттия также давал уроки рабочим и был даяном в Каирском бейт-дине. После окончания Первой мировой войны к нему присоединилась жена. Они с двумя детьми вернулись в Иерусалим в 1922 году.

## Карьера раввина

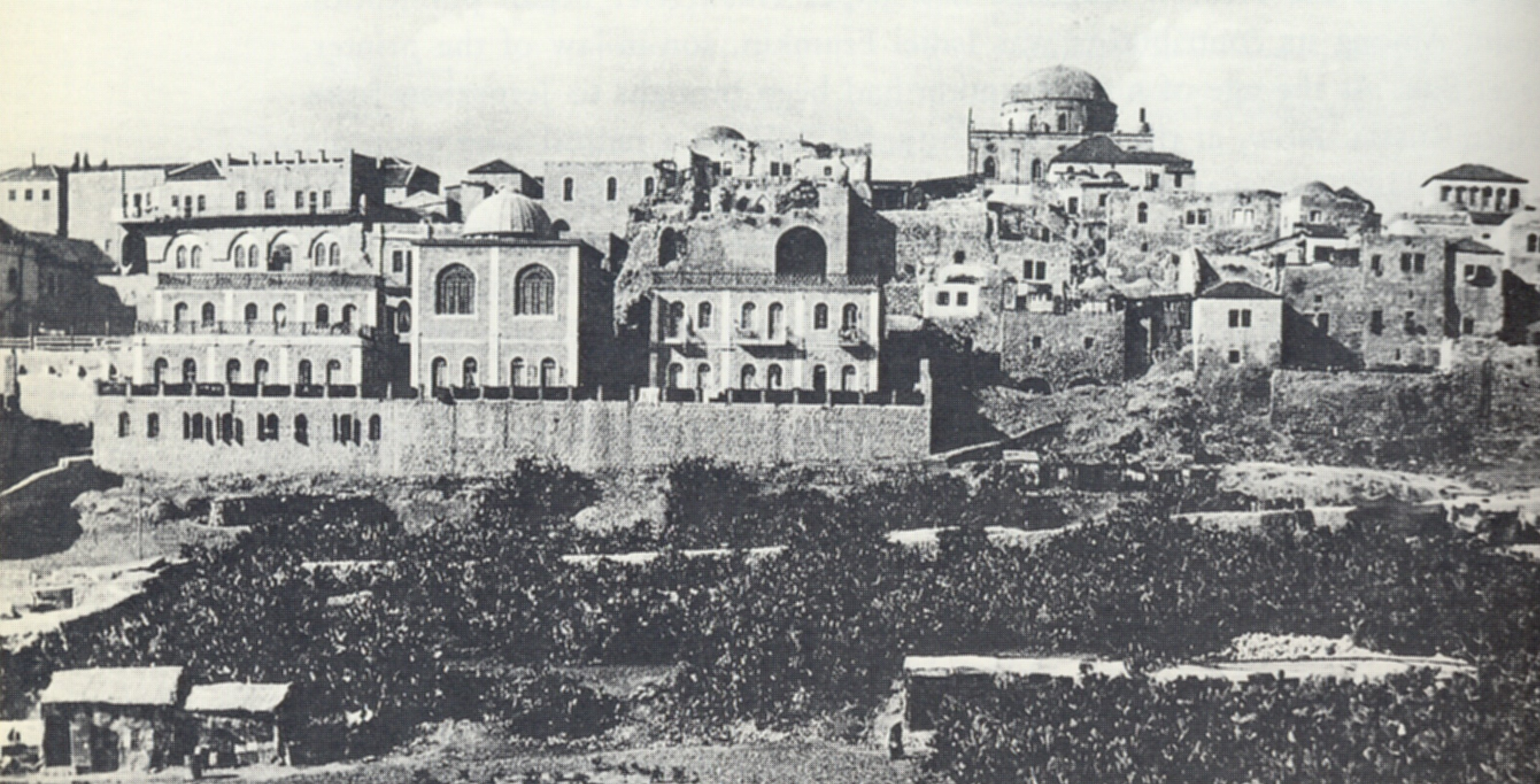
Фасад иешивы Порат Йосеф в Старом городе Иерусалима до 1948 года.

В Иерусалиме Аттия вернулся на свою должность преподавателя в иешиве Охель Моэд. Он также учился в частном порядке у Хаима Шауля Двека и Соломона Элиезера Альфандари. Когда в 1923 году открылась ешива Порат Йосеф, Охель Моед был объединён с новой ешивой, а Аттия был назначен машгиах рухани (духовным наставником). После внезапной смерти рош-ешивы Шломо Ланиадо в 1925 году Аттия был назначен его преемником. Он служил рош-ешивой 45 лет.
Пребывание Аттии на посту рош-ешивы было отмечено политическими потрясениями. Когда погромы 1929 года перекрыли доступ к зданию ешивы в Старом городе, Аттия перенёс занятия в несколько синагог в Новом городе и назначил для них студентов старших курсов, в то время как он лично контролировал каждое место. Такая ситуация продолжалась восемь лет. Во время арабо-израильской войны 1948 года ешива снова была эвакуирована в синагоги в районах Катамон, Геула и Бухарим. Однако на этот раз главное здание ешивы в Старом городе было сожжено иорданскими войсками дотла, а вместе с ним были сожжены тысячи неопубликованных сочинений Аттии. Он отказался их переписывать, чувствуя, что они не предназначены для публикации. Вместо этого достижением его жизни стали его ученики.
В середине 1950-х годов иешива Порат Йосеф и община гурских хасидов совместно приобрели участок земли в районе Геула, где рядом были построены ешива и бейт-мидраш Гер. Первоначальный кампус ешивы в Старом городе был перестроен и вновь открыт в 1970-х годах.

## Влияние

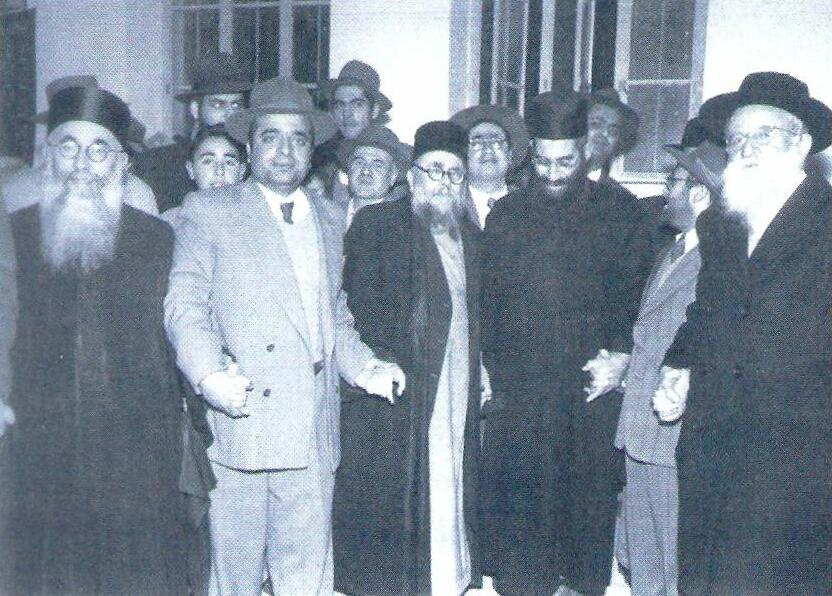
Раввины ешивы Порат Йосеф в 1952 году. Слева направо: Яаков Адес, Бен Сион Абба Шаул, Эзра Аттия, Мансур бен Шимон.

Одним из величайших достижений Аттии было изменение взглядов на образование в ешиве в сефардском мире. До этого времени очное изучение Торы после достижения бар-мицвы было доступно только одарённым ученикам из сефардских семей; большинство сефардских мальчиков шли на работу, чтобы поддержать свои семьи. Аттия делал всё, что мог, чтобы мальчики могли продолжать обучение в подростковом возрасте, неоднократно предлагая взять на себя расходы на их образование. В одном случае бедный мальчик из Ирака подал заявление о приёме в ешиву, но не смог оплатить необходимое обучение. Аттия пошёл к Бен-Циону Хазану, основателю и секретарю ешивы, и предложил уменьшить свою зарплату, чтобы помочь обучению мальчика. Затем Хазан предложил снизить и себе зарплату. Мальчик впоследствии стал уважаемым учёным Талмид хахамом.
Аттия также сыграл важную роль в удержании молодого Овадии Йосефа в мире Торы. В какой-то момент перспективный молодой учёный внезапно на несколько дней перестал приходить в ешиву. Аттия посетил его дом и был потрясён бедностью, которую он там увидел. Отец Йосефа объяснил, что у него есть небольшой продуктовый магазин и ему нужно, чтобы сын работал на него. Попытки Аттии убедить отца в важности изучения Торы остались без внимания. На следующее утро, когда отец вошёл в свой магазин, он обнаружил там стоящего Аттию в рабочем фартуке. Рош-ешива объяснил, что он пришёл в магазин рано утром, когда Йосеф открывал магазин. Он сказал мальчику, что нашёл сменщика, который будет работать бесплатно, и отправил его обратно в ешиву. «Вы сказали, что вам нужна помощь, и вы не можете позволить себе заплатить. Я тот, кто вам поможет. Обучение вашего сына важнее моего времени!» В конце концов отец уступил и позволил сыну продолжить обучение.
Аттия лично занимался каждым студентом своей ешивы. Он проверял младших мальчиков каждые два-три месяца, давал ежедневный шиур старшим ученикам, вечерний шиур преподавал женатым студентам колеля и читал еженедельную лекцию по мусару (этике) — часто продолжительностью до двух часов — для всех ешив.
Он также разработал уникальный сефардский подход к Торе и мусару. Он всегда носил с собой копию классического мусарского произведения «Ховот ха-Левавот» («Учение об обязанностях сердца») и настоятельно советовал своим ученикам делать то же самое. Он поручил каждому классу в ешиве начинать каждый день с короткого урока мусара.
Его очень уважали такие учители Торы, как Цви Песах Франк и Хазон Иш. Посетив его, Хазон Иш высказал мнение: «Рош-ешива обладает способностью рассуждать, как один из ришоним». Он обладал энциклопедическими знаниями всех разделов Торы. Один из его лучших учеников, Овадия Йосеф, на похоронах Аттии подтвердил, что его учитель знал наизусть весь Хошен Мишпат (раздел Шулхан Аруха, посвящённый денежным законам).
Аттия также служил даяном (раввинским судьёй) в сефардском бейт-дине Иерусалима. Его мнение искали и ценили как раввинские лидеры, так и миряне.

## Последние годы
Преклонный возраст и слабость вынудили Аттию отказаться от большей части своих обязанностей в ешиве. Однако он продолжал давать советы и консультации всем, кто в этом нуждался. Таким образом, он продолжал воспитывать сефардских знатоков Торы, которых он обучил и отправил в общины по всему миру.
В 1969 году он серьёзно заболел и целый год впадал в кому и выходил из неё. Он умер в Иерусалиме утром 25 мая 1970 года (19 ияра 5730 года) и был похоронен на горе Хар ха-Менухот.
На посту рош-ешивы его сменил Иегуда Цадка, который учился у него с 14 лет.

## Известные ученики
Аттия выполнил свою цель — подготовить сефардских учёных Торы, которые могли бы построить сефардские общины в целом. За время своего пребывания в должности он обучил тысячи студентов, в том числе многих будущих лидеров сефардского еврейства в Израиле, США, Европе, Южной Африке и Южной Америке. Среди этих студентов были: Овадья Йосеф и Мордехай Элияху, будущие главные сефардские раввины Израиля; Ицхак Кадури, известный каббалист; Иегуда Цадка, сменивший его на посту рош-ешивы Порат Йосеф; Бен Цион Абба Шауль; Барух Бен Хаим, ставший лидером общины сирийских евреев в Бруклине, Нью-Йорк; Элияху Бен Хаим, раввин общины Мешади в Грейт-Нек, штат Нью-Йорк; и Сион Леви, главный раввин Панамы.